# Promesa electoral

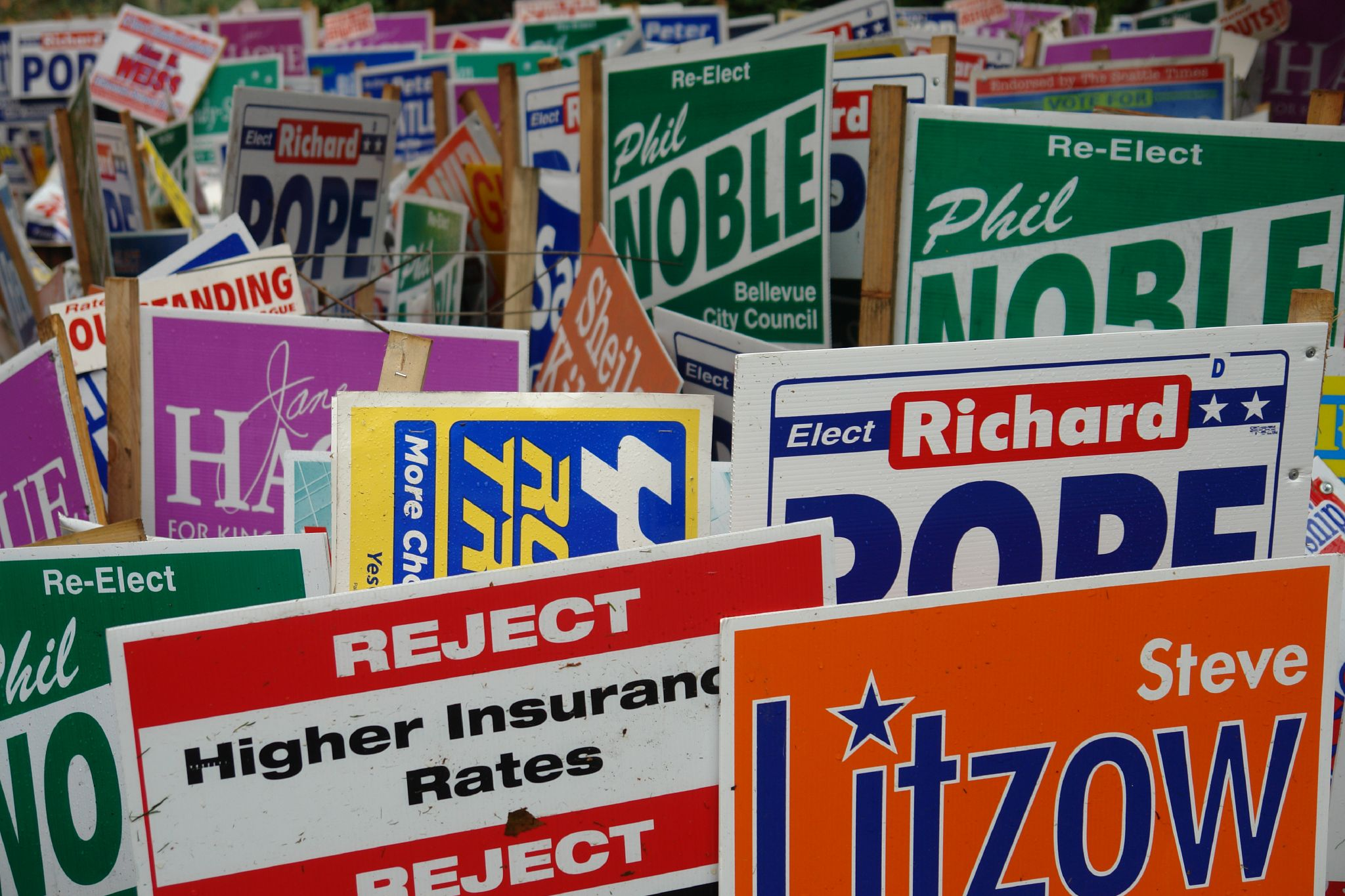
Carteles electorales pidiendo el voto.

Una promesa electoral es aquella que un político que está tratando de ganar una elección le hace al público. Ha sido durante mucho tiempo un elemento central de las elecciones y sigue siéndolo. Una vez electo, el político, en ocasiones, las incumple.
Las promesas electorales son parte de un programa electoral, suelen contener ideales no definidos y generalizaciones como también promesas específicas. Son un elemento esencial para lograr que la gente a votar por un candidato. Por ejemplo, una promesa, como reducir los impuestos o de introducir nuevos programas sociales puede atraer a los votantes.